# Styckjunkaren 11 (före detta 5)

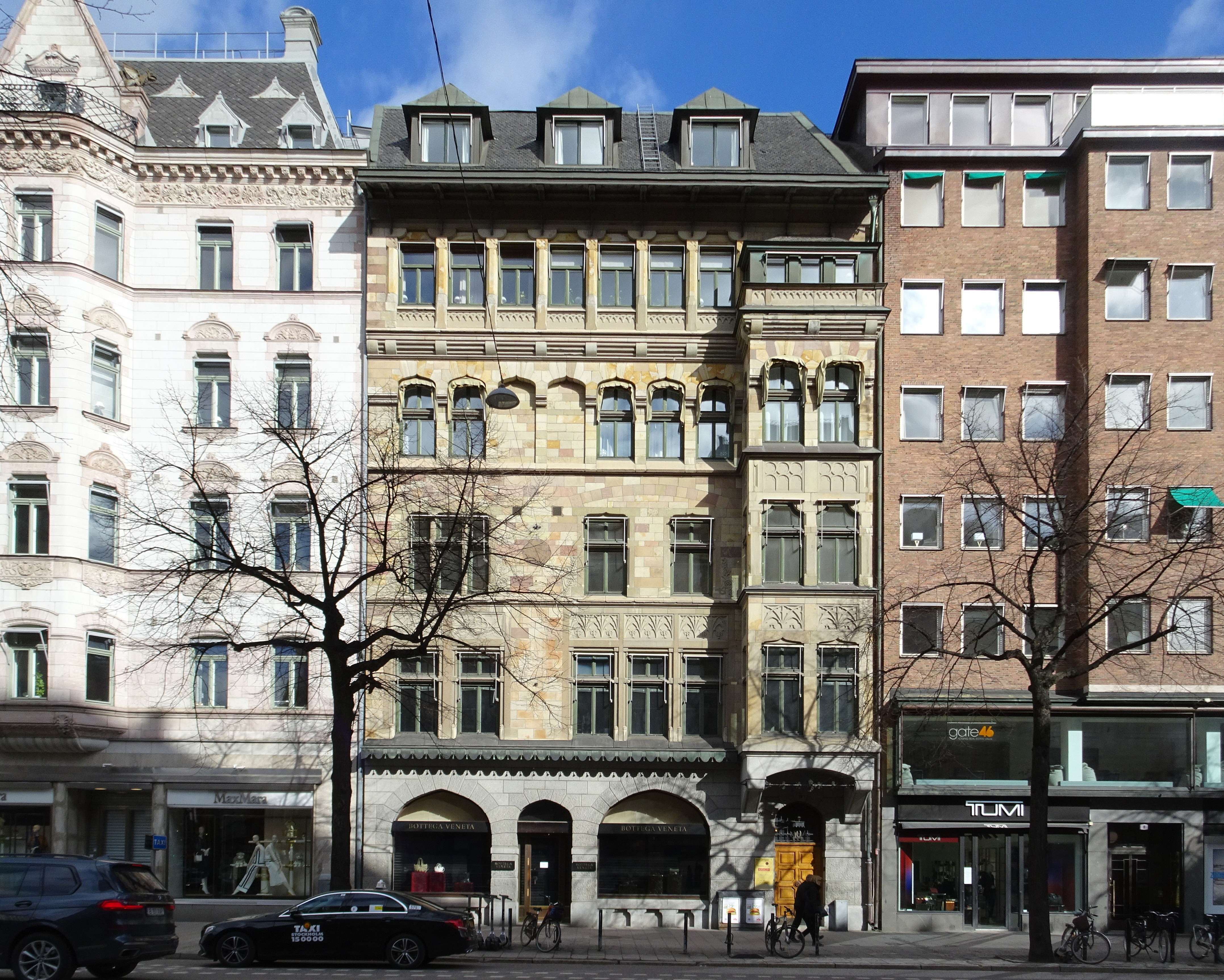
Styckjunkaren 11, Birger Jarlsgatan 10, mars 2021.
Till vänster syns Styckjunkaren 6 från 1897.

Styckjunkaren 11 (före detta Styckjunkaren 5) är en kontorsfastighet i kvarteret Styckjunkaren vid Birger Jarlsgatan 10 (tidigare nr 14) på Östermalm i Stockholm. Byggnaden, som uppfördes 1890–1891 efter ritningar av arkitekten Wilhelm Nerman, är blåmärkt av Stadsmuseet i Stockholm vilket betyder "att bebyggelsen bedöms ha synnerligen höga kulturhistoriska värden".

## Kvarteret
Kvarteret Styckjunkaren återfinns på Petrus Tillaeus karta från 1733 på samma plats dock med en annan form och har där nr 21 Styckjunckaren (med "ck" i efterleden). Kvarteret låg med sin västra sida intill dåvarande kvarteret Rännilen, nära vattendraget Rännilen. En styckjunkare var en militär grad och motsvarade fanjunkaren dock vid artilleriet. Det var Artillerigården, belägen några kvarter österut, som gav upphov till namnet. Sin nuvarande form fick kvarteret i samband med att Birger Jarlsgatan drogs fram här på 1880-talet varvid kvarterets västra fastigheter revs. Från den ursprungliga bebyggelsen återstår idag bara Styckjunkaren 8, ett litet 1700-tals hus vid Riddargatan 4 som inhyste konditoriet Sturekatten. Styckjunkaren 5 var det andra huset i kvarteret som uppfördes efter regleringen av Birger Jarlsgatan. Numera är fastighetsbeteckningen Styckmästaren 11 som består av tomt nr 5 mot Birger Jarlsgatan tomt och nr 3 mot Styckjunkargatan.

## Byggnad
Fastigheten på den lilla tomten nr 5 i kvarteret Styckjunkaren vid dåvarande Birger Jarlsgatan 14 uppfördes ursprungligen som enfamiljshus med butiker i bottenvåningen. Tomtägare, byggherre och byggmästare var Axel Gotthard Janson, känt som storbyggmästare i Stockholm under slutet av 1800-talet. Han kom själv tillsammans med sin familj att bo i huset fram till sin död 1920. Till arkitekt anlitade han Wilhelm Nerman.

### Originalritningar från 1890

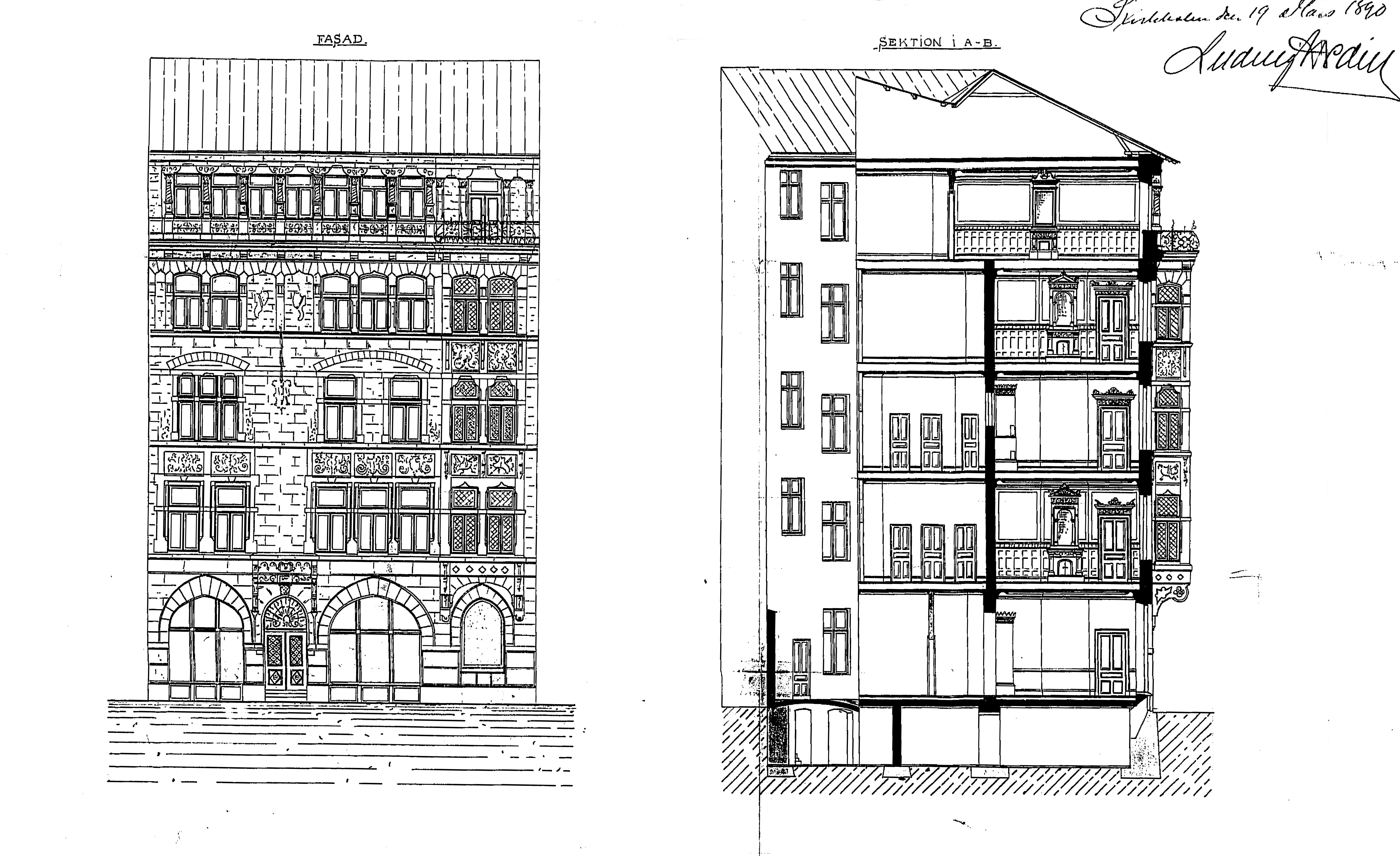
Fasad och sektion.
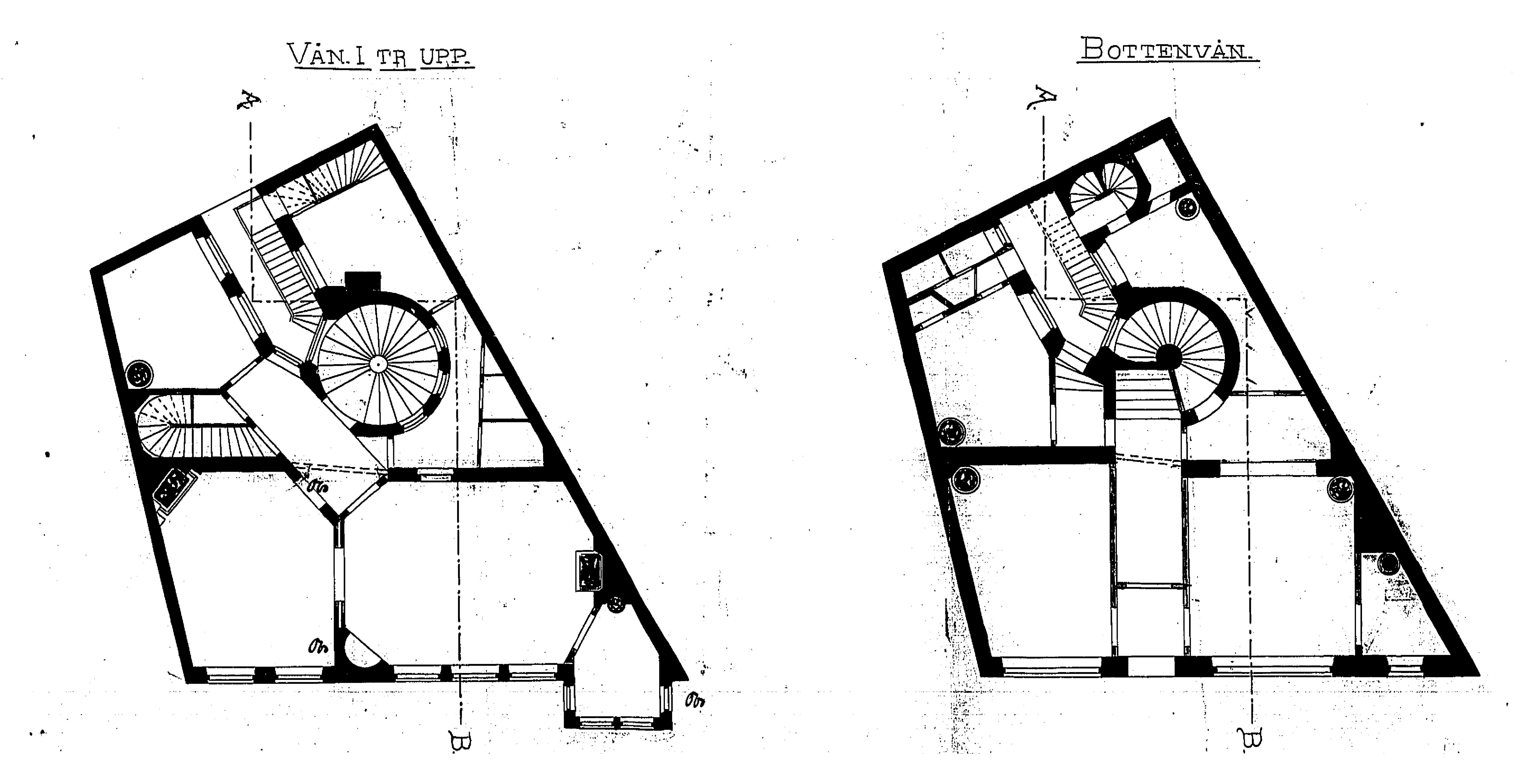
Bottenvåning och våning 1 trappa.
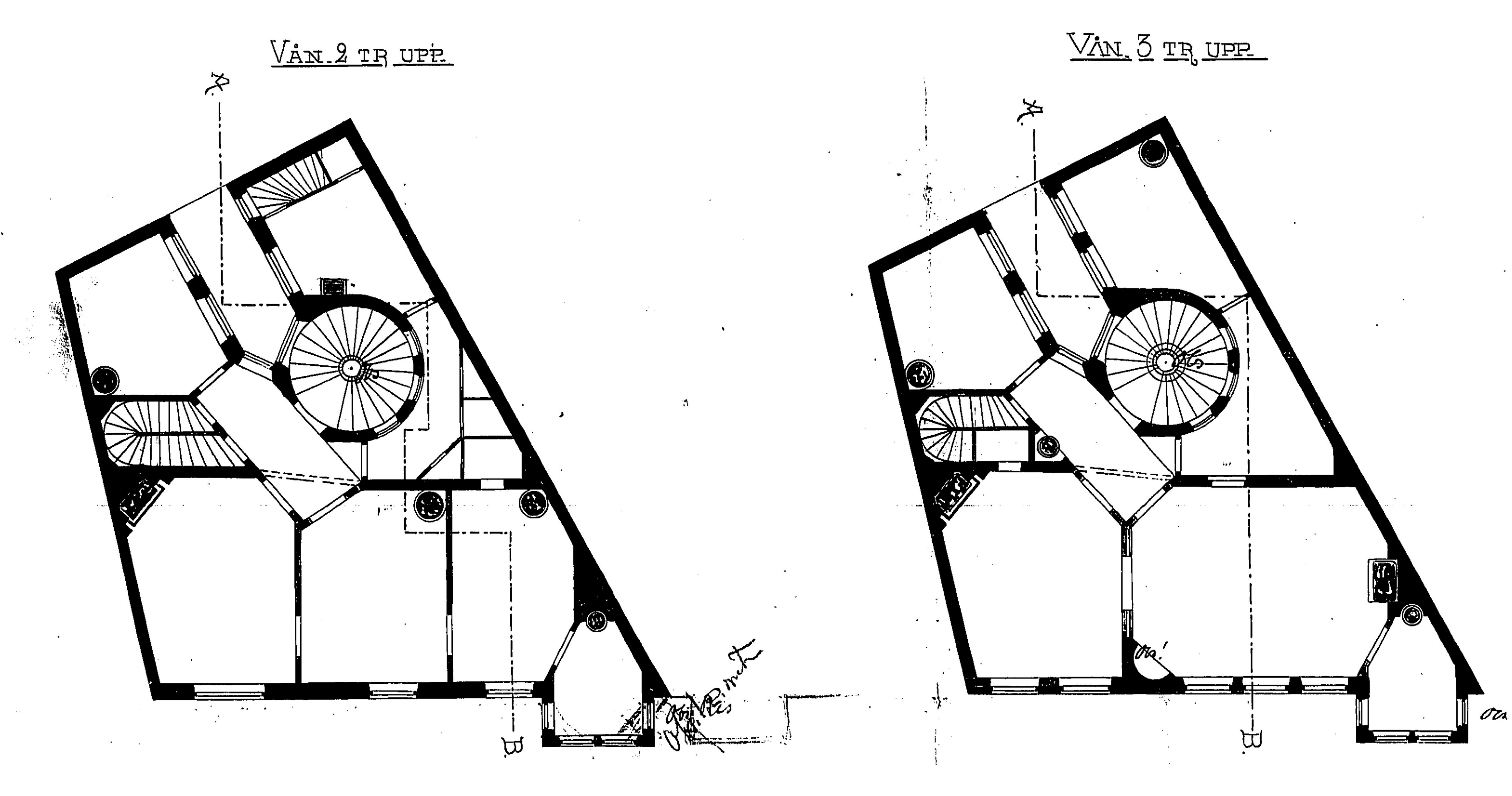
Våning 2 och 3 trappor.
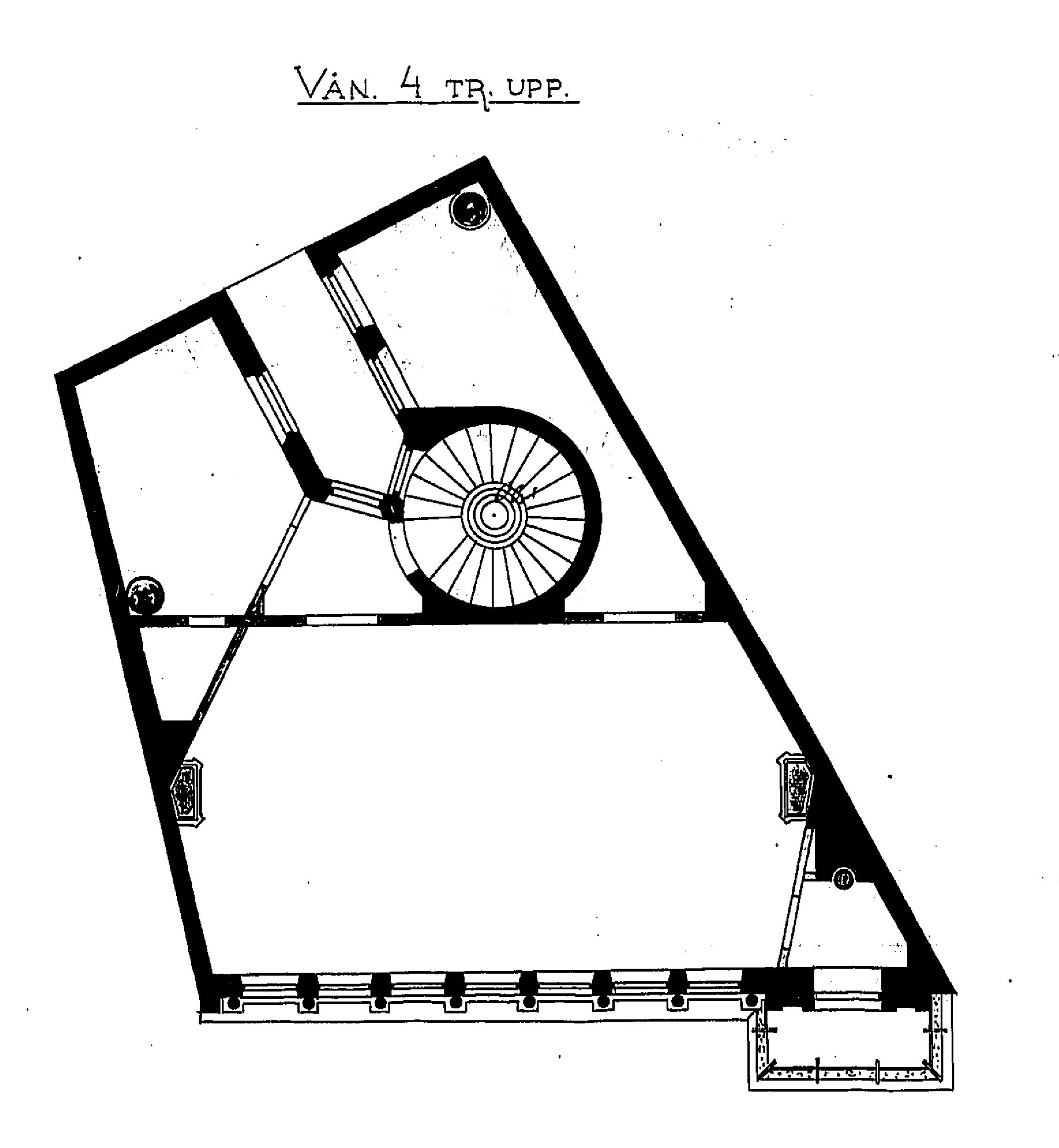
Våning 4 trappor.

### Exteriör

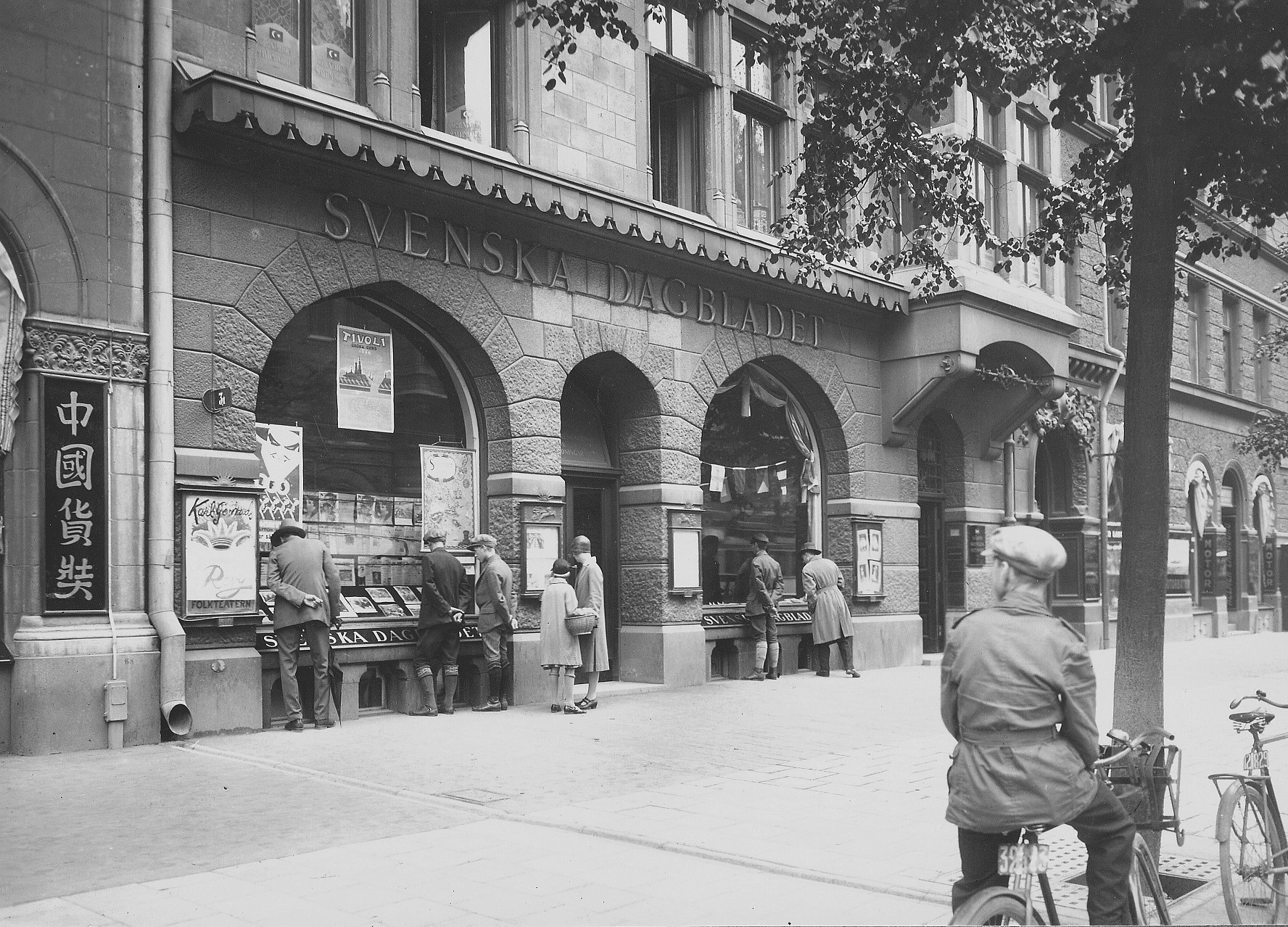
Svenska Dagbladets depeschbyrå 1928.

Nerman ritade ett fem våningar högt hus där gatufasaden kläddes med rikt profilerad kalksten i rosa, gula och gråvita nyanser. Varje våning fick ett annat estetiskt uttryck. I höjd med bottenvåningen utfördes fasaden i granit med en smal baldakin av kopparplåt över butiksfönstren. Det kraftiga takutsprånget fick en dekorerad undersida med takstolens tassar synliga. Det asymmetriskt placerade burspråket vilar på kraftiga stenkonsoler som hålls samman genom ett dekorativt utformat spännband av smidesjärn. Upptill avslutas burspråket av en balkong. Byggnaden var Stockholms första bostadshus med en fasad helt i natursten, något som fick många efterföljare de kommande åren.

### Interiör
Huvudentrén är en kraftig ekport med glasad välvd överdel som har ett smidd järngaller med husnummer ”10” och en belysningsarmatur i mitten. Entréhallens golv är belagt med ljusa kalkstensplattor och mörk fris. Väggarna är målade i gulvit stucco lustro. Byggnaden var koncipierat som ett enfamiljshus för byggherren själv.  Det fanns tre till fem rum per våningsplan. Några av dem fick dagsljus via en minimal innergård. De större rummen lades mot gatan. Den stora salen låg på våning fyra trappor och annonserar sig utåt genom fönsterbandet högst upp på fasaden. Bakom burspråket dolde sig ett litet ”krypin”. Utöver huvudtrappan fanns även flera interna trappor som sammanknöt våningarnas olika rum.

### Husets vidare öden
Efter Jansons död 1920 såldes byggnaden av dödsboet till fastighetsbolaget Arsenalen som lät genomföra en omfattande ombyggnad. Husets våningsplan blev till kontor, vinden inreddes och en hiss installerades. För ritningarna stod arkitekterna Isak Gustaf Clason och Gustaf Clason (far och son). Bland företag som hyrde bottenvåningens butikslokaler fanns mellan 1920- och 1970-talet Svenska Dagbladets depeschbyrå och därefter Restaurant Kabyssen Wasa. 1995 förvärvades fastigheten av Vasakronan från Castellum.

### Nutida bilder, fasaddetaljer

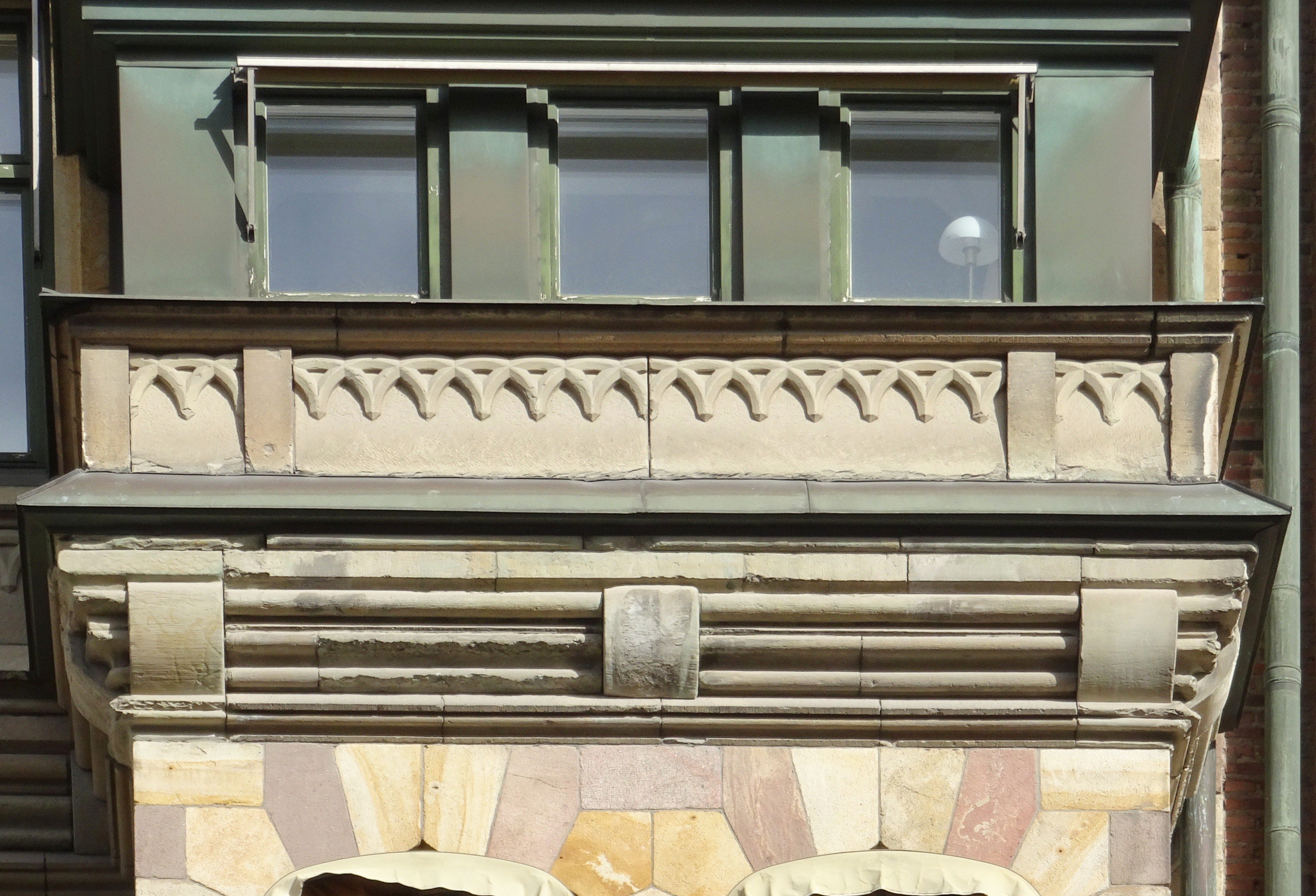
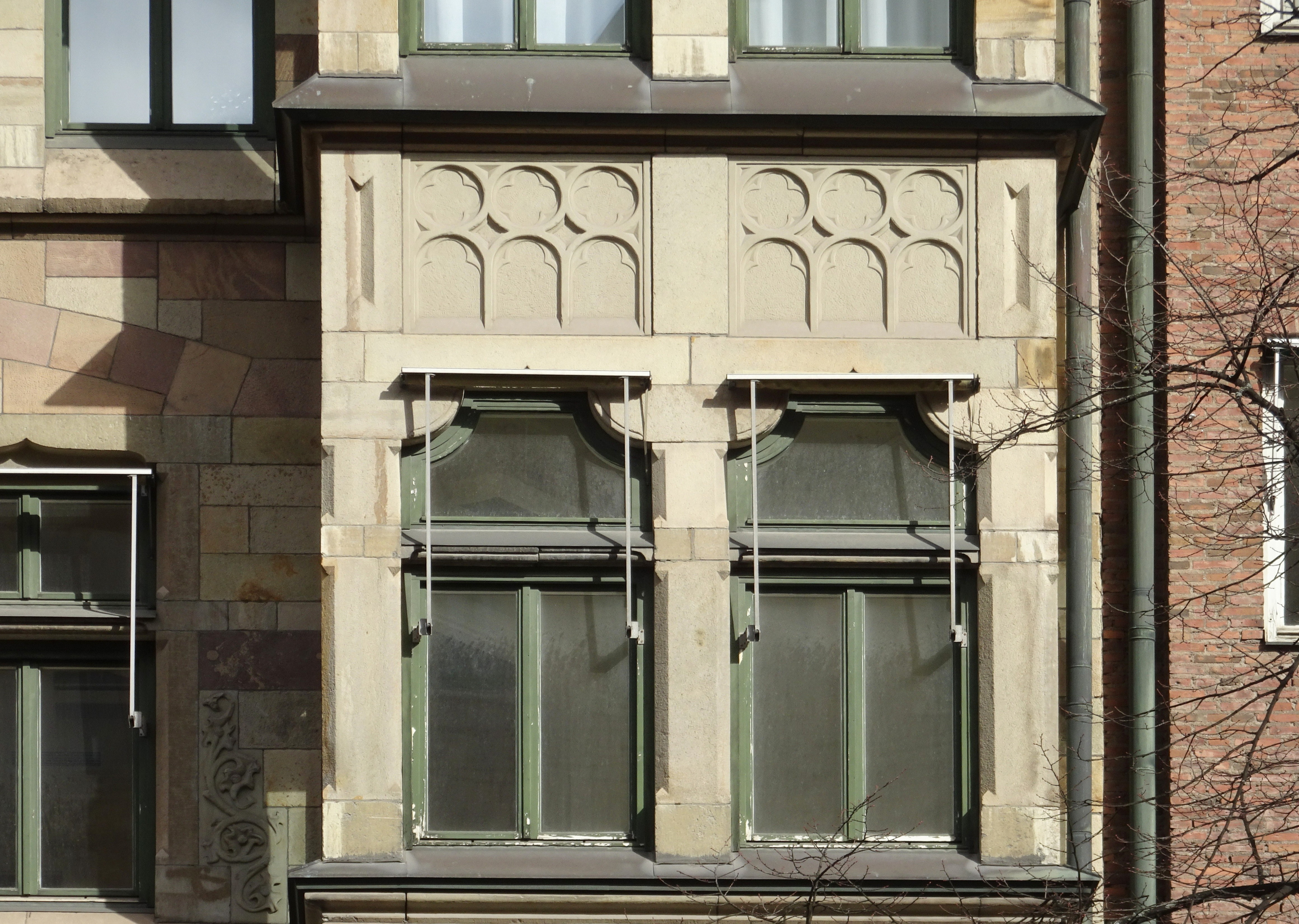
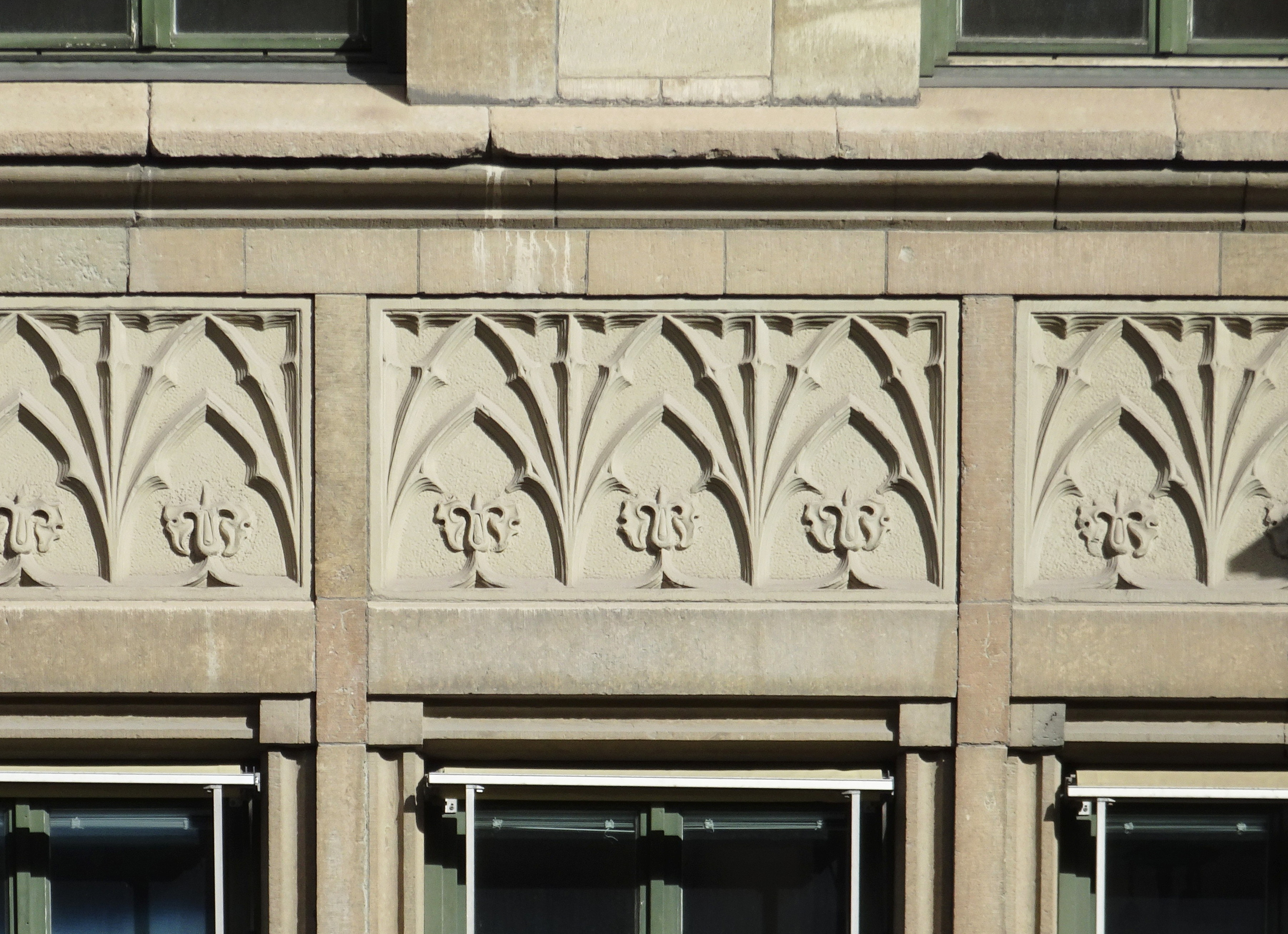
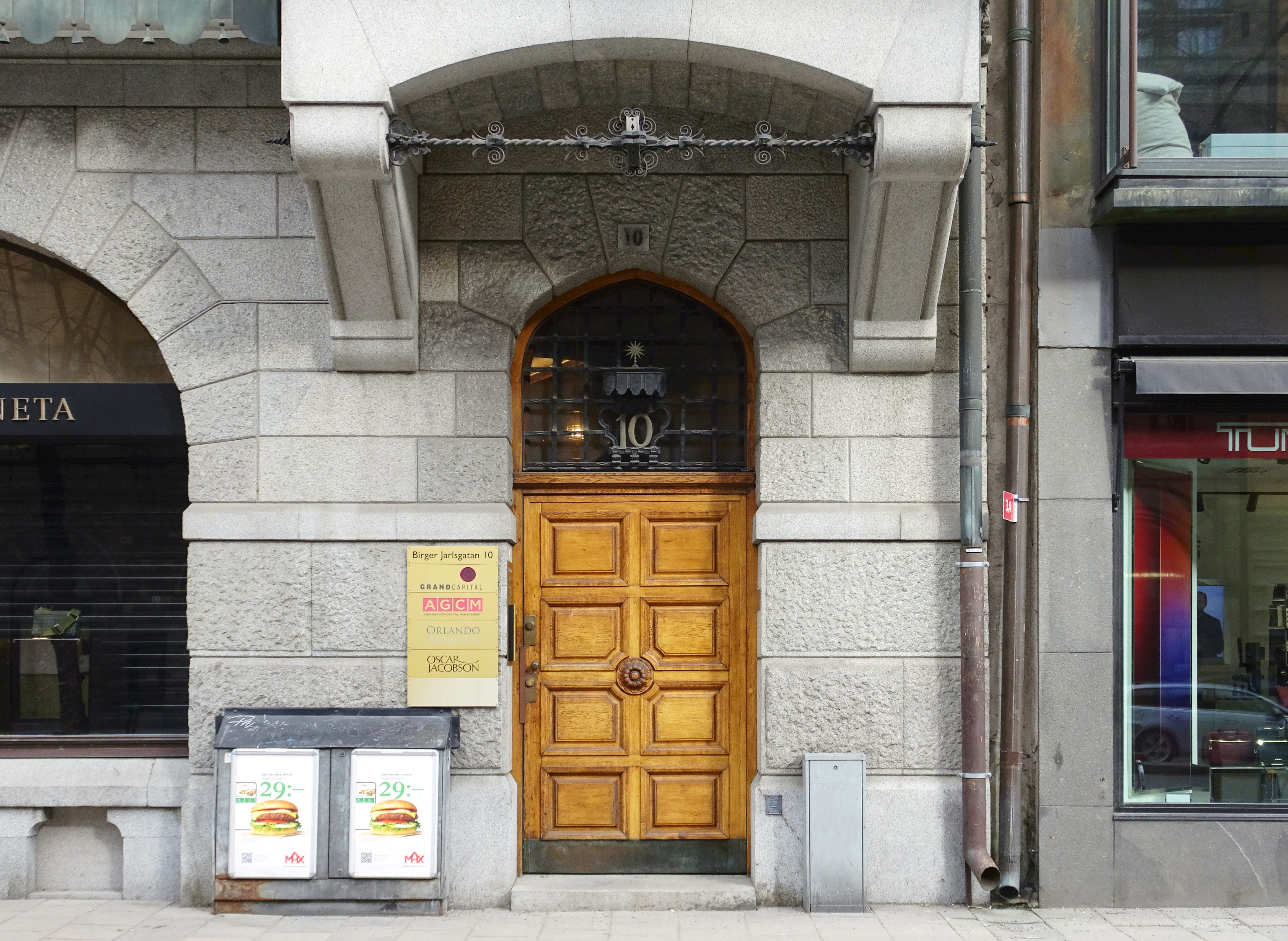
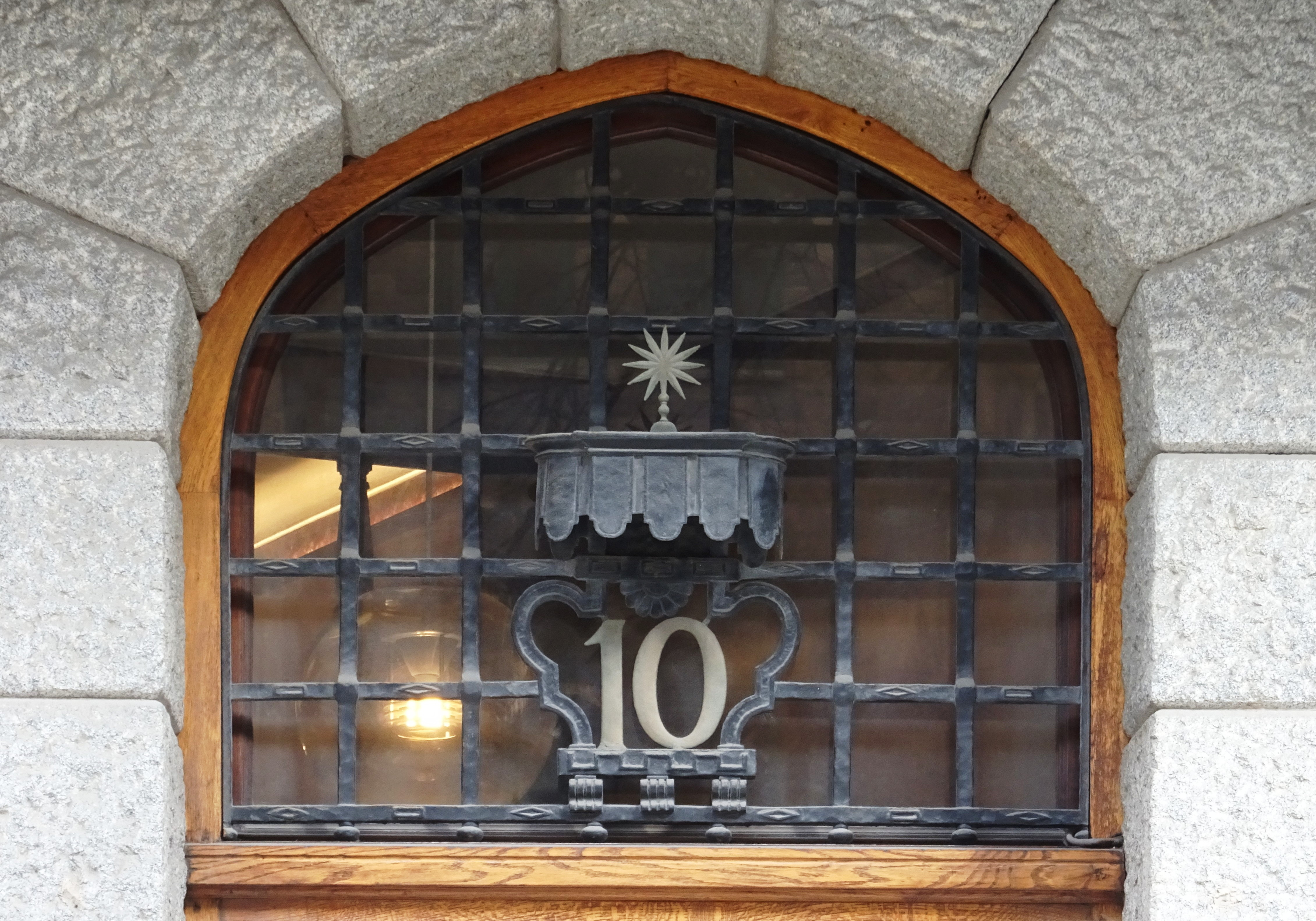